# Hamílcar (fill de Giscó)
Hamílcar (en grec antic: Ἀμίλχαρ, llatí: Hamilcar), fill de Giscó, va ser un militar cartaginès que va liderar les forces púniques en la guerra contra Agàtocles, a final del segle iv aC.
Cap a l'any 312 aC, després del canvi de política de Cartago davant la guerra a Sicília, fou nomenat general de les tropes cartagineses a Sicília en substitució d'Hamílcar, que moriria poc abans de ser rellevat. Quan va ser nomenat ja era un dels més eminents generals de la república, però es desconeixen les seves campanyes anteriors. Diodor de Sicília el qualifica de rei, és a dir, sufet, o, en qualsevol cas, persona de molta autoritat.
L'any 311 aC va arribar a l'illa amb una flota i un exèrcit; pel camí va perdre sis vaixells per les tempestes, però ho va poder compensar amb reclutaments fets a la mateixa illa. El mes de juny, Hamílcar va derrotar Agàtocles, tirà de Siracusa, a la batalla d'Acragant, i també a la d'Hímera el mateix any. Agàtocles va ser assetjat a Siracusa, mentre els cartaginesos ocupaven Gela i Camarina i forçaven altres ciutats a sotmetre-s'hi voluntàriament, desitjoses d'escapar del tirà.
En aquestes condicions, Agàtocles va tenir la intuïció extraordinària de portar la guerra a l'Àfrica, al cor dels dominis cartaginesos. El seu germà Antandre va restar encarregat de defensar Siracusa, i el tirà va sortir cap a Àfrica. Mentrestant, Hamílcar havia blocat Siracusa (sense establir un setge en forma), assegurant el poder cartaginès a l'illa. Va rebre notícies de Cartago que la flota d'Agàtocles havia estat destruïda, i va voler aterrir els siracusans per portar-los a la rendició, però no se'n va sortir; tampoc no va reeixir en un atac per sorpresa a les murades de Siracusa. Finalment, va abandonar el blocatge l'any 309 aC.
Perseguint una profecia ambigua, va atacar la ciutat de nit, però les seves forces van ser rebutjades i es van retirar en desordre; en aquell mateix atac, ell mateix, en la confusió, va ser capturat pels siracusans i executat. El seu cap va ser enviat a Agàtocles a l'Àfrica, segons expliquen, a més de Diodor, Justí, Ciceró i Valeri Màxim.